# 延雪平市镇
延雪平市镇（瑞典語：Jönköpings kommun）是瑞典南部延雪平省的一个市镇。其治所位于延雪平城。延雪平市镇位于韦特恩湖的南方。